# 上毛電気鉄道
上毛電気鉄道株式会社（じょうもうでんきてつどう）は、群馬県において、中央前橋駅と西桐生駅を結ぶ鉄道路線である上毛線を運営する鉄道事業者である。通称は上毛電鉄（じょうもうでんてつ）、略称は上電（じょうでん）。
東武鉄道の連結子会社で、他に上信電鉄が大株主となっている。旧運輸省の欠損補助を受ける事業者の一つであった。

## 歴史
- 1926年（大正15年）5月27日 上毛電気鉄道設立
- 1928年（昭和3年）11月10日 上毛線中央前橋 - 西桐生間が開業
- 1930年（昭和5年）3月24日 乗合バス事業開始
- 1934年（昭和9年）7月8日 本社を東京から前橋に移転
- 1950年（昭和25年）9月15日 貸切バス事業開始
- 1995年（平成7年）4月 バス事業から撤退

## 鉄道事業
上毛線は1990年代後半以降の10年間で乗客が4割減の状況が続いている。また、大胡駅を最寄りとする群馬県立前橋東商業高等学校が、群馬県立前橋商業高等学校と合併のため2008年度をもって閉校したため、定期旅客収入の中核である通学利用が減少した。
職員数も合理化や退職、採用の凍結によって15年ほど前に比べ4割近く減員されたが、2007年には高校新卒職員の採用が久々に行われた。一部列車にはアテンダントも試験的に乗務している。
鉄道小荷物扱いも長らく行ってきたが、宅配便などの普及による利用者数減少やワンマン運転実施により、廃止された。

### 路線

路線図

- 上毛線：中央前橋駅 - 西桐生駅 25.4 km 駅数 23

### 車両
- 800形（元営団03系）
  - 700形のうち3編成の代替として、東京地下鉄（東京メトロ）の03系電車を2両編成化して導入する[4][5][6][7]。2024年（令和6年）2月29日から運行を開始した[4][8]。
  - 当初は新造車が計画されており[9][注釈 1]、2019年度と2021年度に各1編成を導入予定とされていた[10]が、上毛電鉄と車両メーカー各社との協議の中で受注業者が選定できず、2019年度予算への計上を見送っている[11]。その後、2020年3月に「受注可能なメーカーが不在」として、車両の新造を2023年度以降の第6期上毛線再生基本方針に延期する旨を発表したが[12]、新造コストの上昇などにより補助金の範囲で購入できないことが判明したため方針転換し[13]、実際の第6期上毛線再生基本方針では2023年から3年かけて中古車両を譲受する計画に変更した[14][15]。
- 700形（元京王3000系）
  - 1998年（平成10年）から2000年（平成12年）にかけて8編成を導入した。
  - 前述の800形への置き換えにより、700形は5編成が残る予定で、廃車する3編成の部品を活用して延命を図るとしている[7]。
- デハ100形 - イベント用・貨車牽引用
- ホキ1形（元東武ホキ1形） - 保線工事用

上記のほかに、動態保存目的で東急から電気機関車デキ3020形3021・東武から鉄製有蓋車テ200形241を譲り受け、大胡列車区にて保管している。両車とも車籍はない。

#### 過去の車両
- デハニ50形
  - 1979年（昭和54）廃車
- デカ10形→デハ10形→クハ10形
  - 開業時より翌年にかけて3形式7両（デハ100形101-104、デハニ50形51・52、デカ10形11）の電動客車・貨車を新製。1934年（昭和9年）に電動貨車デカ11を電動客車デハ11に改造。1975年（昭和50年）廃車。この形式以降、90年以上、自社発注車を導入していない。
- クハ60形クハ61
  - 1943年（昭和18年）、廃止となった成田鉄道より木製ボギー客車ホハニ2を購入、1944年（昭和19年）にサハ61と付番。1947年（昭和22年）に制御車化しクハ61となる。1958年（昭和33年）、西武所沢車両工場で車体の延長と鋼体化工事をうける。1980年（昭和55年）廃車
- デハ80形デハ81
  - 1947年（昭和22年）、東武鉄道よりデハ10を借入れ、1948年（昭和23年）正式に購入。1980年（昭和55年）廃車
- クハ500形クハ501
  - 1947年（昭和22年）、国鉄より借入した青梅電気鉄道モハ503を1950年（昭和25年）に購入し制御車化してクハ501となる。1979年（昭和54年）廃車
- クハ300形クハ301
  - 1949年（昭和24年）、国鉄よりサハ25011を借入し制御車化して1951年（昭和26年）正式に購入。1959年（昭和34年）、西武所沢工場で車長延長のうえ鋼体化工事をうける。1980年（昭和55年）廃車
- クハ600形クハ601
  - 1949年（昭和24年）、国鉄よりサハ25053（国鉄デハ23450形→サハ33700形→サハ25形）を借り入れたが、老朽化が著しく1950年（昭和25年）に一度解体し、台車は流用、台枠は自社の手持ち品を利用して鋼製車体を新造した。1951年（昭和26年）に正式に購入し、クハ601と付番。なお種車の台枠は上信電気鉄道に譲渡した。1980年（昭和55年）廃車
- クハ700形クハ701
  - 1951年（昭和26年）、国鉄より旧鶴見臨港鉄道モハ111を譲受け、制御車化して1952年（昭和27年）にクハ701と付番。1979年（昭和54年）廃車
- デハ800形 デハ801
  - 1955年（昭和30年）、国鉄よりモハ1101（信濃鉄道デハ2）を購入。1962年（昭和37年）に西武所沢工場で車長延長のうえ鋼体化工事をうける。1981年（昭和56年）廃車
- デハ160形デハ161
  - 1956年（昭和31年）、西武鉄道よりモハ203（武蔵野鉄道デハ311）を購入。1960年（昭和35年）に西武所沢工場で車長延長のうえ鋼体化工事をうける。1980年（昭和55年）廃車
- クハ1060形クハ1061
  - 1956年（昭和31年）、西武鉄道よりクハ1256を購入。1981年（昭和56年）廃車
- デハ170形デハ171
  - 1959年（昭和34年）、西武所沢工場で半鋼製車体を製作し、電装品はデハ11のそれを流用して電動車に仕上げた（デハ11→クハ11）。1981年（昭和56年）廃車
- デハ180形デハ181
  - 1963年（昭和38年）、西武所沢工場で製作。1980年（昭和55年）廃車
- デハ220形・クハ770形デハ222・224、クハ771・773
  - 1967年（昭和42年）、国鉄よりクモハ11214・11444、クハ16259・19529（元国鉄30系・31系・50系→クモハ11形・クハ16形）を購入。1977年（昭和52年）から1978年（昭和53年）にかけて廃車
- 230形（元西武クモハ351形・元クハ1411形）
- 300形（元東武3000系）
- 350形（元東武3050系）
  - 1977年（昭和52年）から1980年（昭和55年）にかけて西武鉄道から購入した230形により、デハ101・104を除く在来車を一掃した。230形は1990年（平成2年）に300形に置き換えられたが、その300形はわずか4年程度で大半が350形に置き換えられ、さらに350形は300形の残存車とともに2000年（平成12年）までに700形に置き換えられた。このため、上毛電気鉄道では10年足らずの間に3度も車両の総入れ替えが行われたことになる。

### 過去にあった路線計画
上毛線の大胡から分岐し、伊勢崎を経由して埼玉県の本庄に至る路線の計画があったが、昭和の大恐慌のあおりを受けて実現しなかった。
群馬県立歴史博物館発売の資料「ぐんまの鉄道」によると、群馬県及び埼玉県内北部の都市間連絡鉄道として、以下の路線を計画していた。
- 第一期線
  - 大胡 - 北伊勢崎 - 東本庄
- 第二期線
  - 群馬総社 - 東三俣
  - 東本庄 - 藤岡 - 吉井
  - 新町 - 藤岡 - 鬼石
- 却下線
  - 東本庄 - 寄居
  - 西桐生 - 桐生 - 深谷 - 川越

なお、2004年まで使われていた旧坂東大橋は、上毛電鉄の路線計画を受け鉄道道路併用橋として使えるように設計されていた。戦後、軌道として使用される予定であった部分は交通量の増加により、道路として拡張された。
また、同資料によると東武鉄道との合併計画があったが、これも実現しなかった。
現在、他社連絡で直接接続しているのは東武鉄道桐生線赤城駅（上毛委託）しかない。昭和40年代に中央前橋駅 - 一毛町（現：城東駅）駅間から国・群馬県・前橋市からの補助金を交付されて国鉄（現：JR）前橋駅と接続するという計画があったが、上電プラザビル建設などの上電側の事情から実現しなかった。現在は、日本中央バスによるシャトルバスで接続を行っている。また、西桐生駅はかつて桐生市の都市整備計画で桐生駅での国鉄接続が検討されたが、事実上構想は立ち消えになっている。

### 上毛線再生等検討協議会懇談会
2007年に入ってからは群馬県交通政策課、沿線自治体、有識者で委員を構成する「上毛線再生等検討協議会懇談会」によるミーティングや公聴会・説明会などが開かれている。
国の欠損補助が廃止された1998年以降、県・沿線自治体の補助金を受けて運営している。このスキームは「群馬型上下分離」と呼ばれており、通常の上下分離方式のように下部（インフラ）の管理と上部（運行・運営）を行う組織を分けるのではなく、あくまで上毛電鉄が上下一体で路線を運営しつつ、下部の管理にかかる費用を自治体（一部は国）が支援するというものである。また、上毛電鉄の筆頭株主である東武鉄道も支援を行うこととなっており、具体的には東武鉄道から上毛電鉄に出向している社員の給与負担や、設備投資の効率化や営業企画の検討に協力することとされている。

## 企画乗車券
上毛線の一日乗車券として、「赤城南麓1日フリー切符」（大人1,300円、小児650円）を中央前橋・大胡・赤城・西桐生の各駅および本社営業課にて通年で発売している。2025年7月7日から同年9月11日までは、テレビアニメ「前橋ウィッチーズ」とコラボした「上毛電気鉄道×前橋ウィッチーズ 赤城南麓1日フリー切符」（大人1,300円、小児の設定なし）を中央前橋・大胡・赤城・西桐生の各駅にて発売している。
また、10月と11月の土日と鉄道の日・群馬県民の日に限り使える「鉄道の日&群馬県民の日記念ワンデーフリーパス」（大人1000円、小児500円）を枚数限定で発売している（例年、9月中に前売開始。その場合は使用時に窓口で日付を入れてもらう）。
60歳以上の人を対象に、9月の敬老の日に限り上毛線全線が1日乗り降り自由な乗車券「敬老の日ワンデーフリーパス」（500円）を中央前橋・江木・大胡・赤城・西桐生の各駅および本社営業課にて発売している。

## グッズ販売
中央前橋駅には「上電グッズ」のガラスケースがあり、一部の小物は改札で問い合わせれば販売してもらえる。過去の切符類や大きいグッズは、北口から右に徒歩1、2分の本社内を入った3階総務部でも販売している（平日の9時から17時まで）。

## バス事業（撤退）
1995年4月7日までバス事業を行っていた。前橋市を中心に沿線にて運行していたが、モータリゼーションなどで業績が悪く、路線バスは1990年代に入っても冷房車が1台もない状態だった。最後は新里駅発着の1路線のみとなり、貸切バス事業についても1995年4月1日をもって日本中央バスに事業譲渡して撤退した。
沿革
括弧の数字は営業キロ数
- 1953年 - 自社鉄道沿線（主に前橋市 側）でバス運行開始（31.2）
- 1955年 - 伊勢崎市 へ路線延長（42.4）
- 1969年 - 免許キロ最長（139.95）
- 1970年 - 不採算路線の廃止に着手（95.85）
- 1973年2月 - 大胡より東（桐生側）の自社鉄道並走路線廃止（72.05）
- 1975年 - 桐生、大間々町エリアから撤退（55.85）
- 1995年 - 1路線だけ残っていた 新里駅 - 大久保間廃止 

車両は日野自動車製に統一され、1987年から1993年までワンマン仕様のボンネットバス（BH15型）の復活運転も行っていた。ボンネットバスは引退後、日野自動車が引き取り、最初は県内の新田工場にて保管されていたが、東京都八王子市みなみ野の日野オートプラザに移された。2002年に創業60周年を記念して改装され、塗装も当時のカタログカラーに一新して東京モーターショーにも出展した。

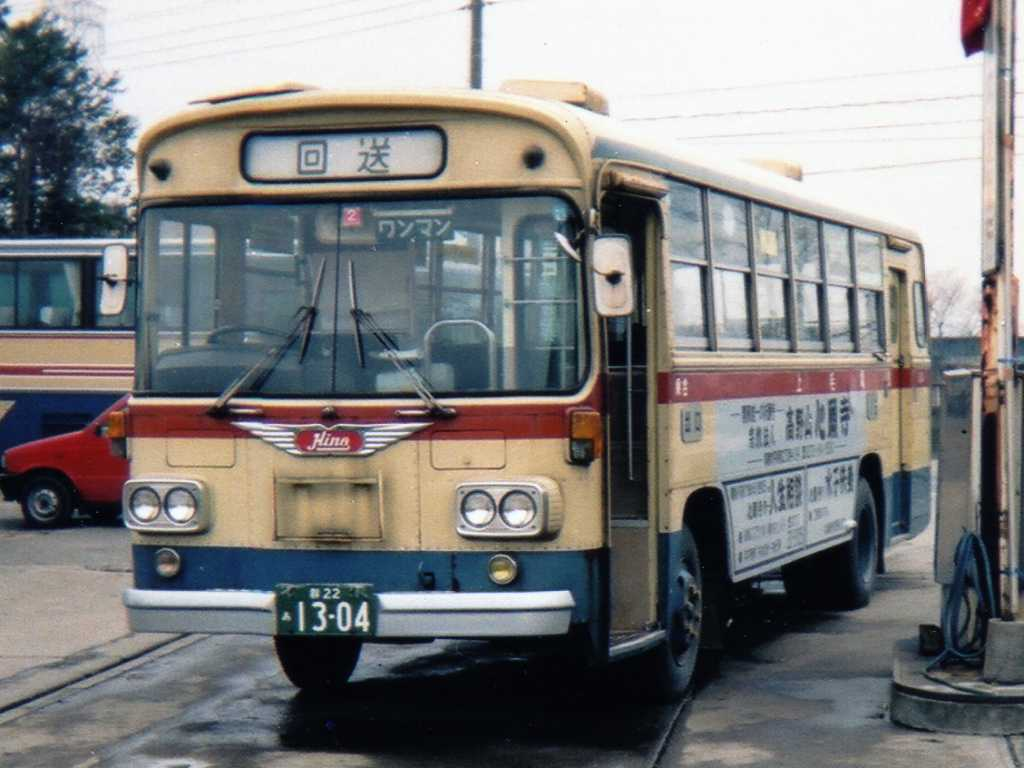
上毛電気鉄道の路線バスの例
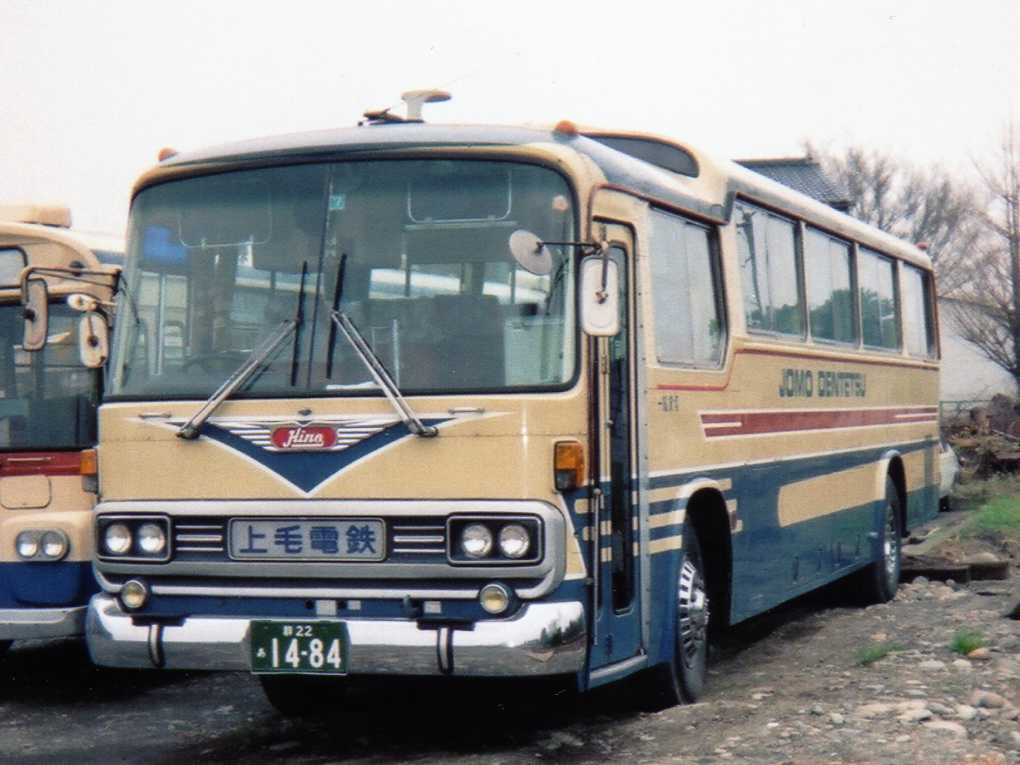
上毛電気鉄道の貸切バスの例
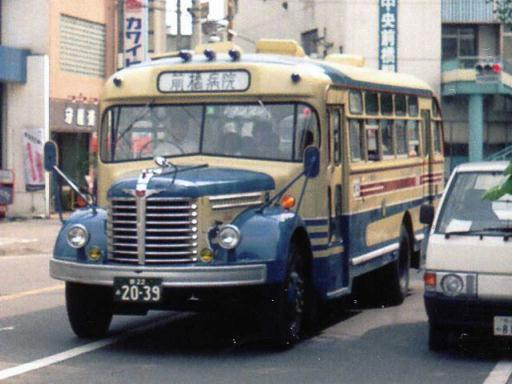
上毛電気鉄道で運行されていたボンネットバス

## 営業成績
| 年度別実績 | 年度別実績     | 年度別実績     | 年度別実績     | 年度別実績   | 年度別実績     | 年度別実績       | 年度別実績                           | 年度別実績     | 年度別実績       |
| 年度       | 輸送人員（人） | 貨物量（トン） | 営業収入（円） | 営業費（円） | 営業益金（円） | その他益金（円） | その他損金（円）                     | 支払利子（円） | 政府補助金（円） |
| ---------- | -------------- | -------------- | -------------- | ------------ | -------------- | ---------------- | ------------------------------------ | -------------- | ---------------- |
| 1928       | 71,522         |                | 17,667         | 6,247        | 11,420         |                  |                                      | 4,007          |                  |
| 1929       | 1,108,312      | 1,272          | 225,889        | 130,276      | 95,613         |                  | 雑損206                              | 91,921         |                  |
| 1930       | 1,014,353      | 1,909          | 184,760        | 105,483      | 79,277         |                  | 自動車業971                          | 77,881         |                  |
| 1931       | 935,287        | 1,631          | 173,904        | 94,602       | 79,302         |                  | 自動車業4,131                        | 71,190         |                  |
| 1932       | 855,450        | 1,606          | 160,226        | 90,891       | 69,335         |                  | 自動車業1,836                        | 63,432         |                  |
| 1933       | 872,787        | 7,492          | 178,286        | 94,725       | 83,561         |                  | 雑損償却金12,157自動車業2,784        | 78,013         | 10,013           |
| 1934       | 943,487        | 9,902          | 188,870        | 115,403      | 73,467         |                  | 雑損償却金213,740自動車業2,829       | 80,163         | 35,095           |
| 1935       | 986,282        | 10,975         | 200,071        | 127,560      | 72,511         | 債務免除金427    | 雑損償却金59,013自動車業その他24,160 | 71,532         | 93,818           |
| 1936       | 1,014,361      | 11,868         | 209,011        | 144,540      | 64,471         |                  | 雑損償却金34,666自動車業その他2,500  | 61,592         | 73,423           |
| 1937       | 1,036,995      | 10,710         | 206,936        | 160,302      | 46,634         | 自動車業1,434    | 雑損償却金40,004                     | 59,032         | 70,640           |
| 1939       | 1,849,591      | 12,549         |                |              |                |                  |                                      |                |                  |
| 1941       | 3,011,568      | 20,443         |                |              |                |                  |                                      |                |                  |
| 1943       | 4,592,078      | 19,161         |                |              |                |                  |                                      |                |                  |
| 1945       | 7,771,088      | 18,184         |                |              |                |                  |                                      |                |                  |

- 鉄道統計資料、鉄道統計、国有鉄道陸運統計各年度版